# Dimarella mixteca
Dimarella mixteca är en insektsart som beskrevs av Miller in Miller och Stange 1989. Dimarella mixteca ingår i släktet Dimarella och familjen myrlejonsländor. Inga underarter finns listade i Catalogue of Life.